# Decathlon Group
Decathlon (franskt uttal: [dekatlɔ̃]) är ett franskt sportföretag, grundat 1976. Med 2 080 butiker i 69 länder och territorier (2022) är företaget världens största sportföretag.

## Historik
Företaget grundades 1976 av Michel Leclercq med en butik i Lille. Dess holdingbolag hette tidigare Oxylane.

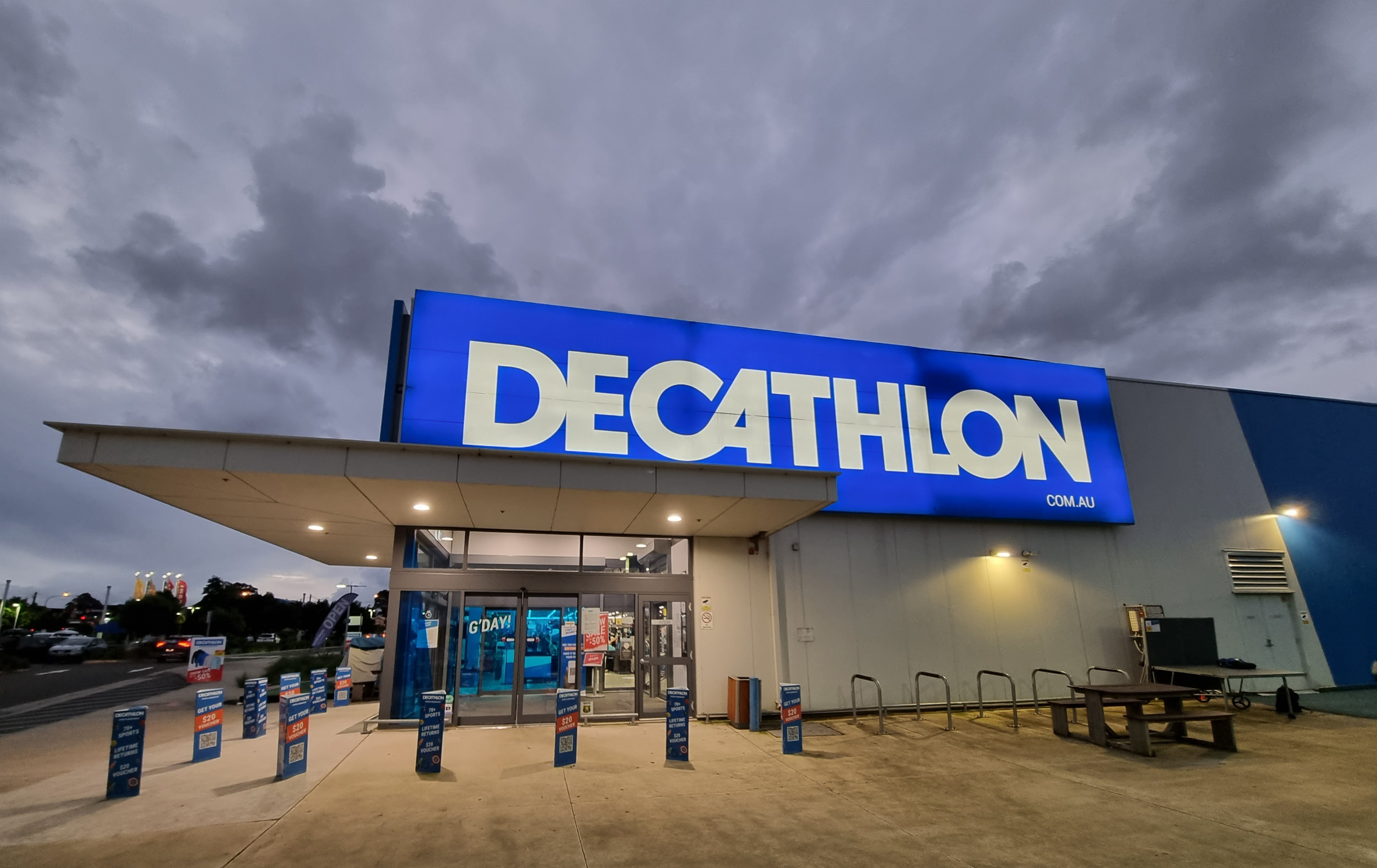
Ett Decathlon-butik i Sydney.

Företaget hade 105 000 anställda år 2022.

## Bilder

Länder som Decathlon fanns i år 2022.